# الصليب والنيل - إثيوبيا ومصر والنيل
الصليب والنيل - إثيوبيا ومصر والنيل هو كتاب للباحث هاجائي إرليخ أستاذ تاريخ في جامعة تل أبيب بإسرائيل. ويتخصص في دراسات إثيوبيا ومصر والسودان.